# Lotta greco-romana ai Giochi della XIX Olimpiade - Pesi mosca
La competizione della categoria pesi mosca (fino a 52 kg) di lotta greco-romana dei Giochi della XIX Olimpiade si è svolta dal 23 al 26 ottobre 1968 all'Arena Insurgentes di Città del Messico.

## Formato
Ad ogni incontro venivano assegnate penalità secondo il risultato.
Con sei penalità o più il lottatore veniva eliminato.

## Risultati
| Legenda                                  | Legenda |
| ---------------------------------------- | ------- |
| Lottatore con 6 penalità o più Eliminato |         |

### 1º Turno
Si è disputato il 23 ottobre
| Vincitore        | Pen. | Risultato  | Sconfitto             | Pen. |
| ---------------- | ---- | ---------- | --------------------- | ---- |
| Ahmed Chahrour   | 2    | = Parità = | Mohamed Salem Mongued | 2    |
| Miroslav Zeman   | 0    | Schienata  | Leonel Duarte         | 4    |
| Sin Sang-Sik     | 1    | Ai Punti   | Alex Børger           | 3    |
| Enrique Jiménez  | 0    | Squalifica | Gustavo Ramírez       | 4    |
| Imre Alker       | 2,5  | = Parità = | Rolf Lacour           | 2,5  |
| Sudesh Kumar     | 2    | = Parità = | Mohamed Karmous       | 2    |
| Boško Marinko    | 1    | Ai Punti   | André Gaudinot        | 3    |
| Gheorghe Stoiciu | 1    | Ai Punti   | Jan Michalik          | 3    |
| Jussi Vesterinen | 0    | Squalifica | Shuichi Ishiguro      | 4    |
| Vasilios Ganotis | 1    | Ai Punti   | Domenico Centurioni   | 3    |
| Petăr Kirov      | 1    | Ai Punti   | Metin Çıkmaz          | 3    |
| Vladimir Bakulin | 1    | Ai Punti   | Rich Tamble           | 3    |

### 2º Turno
Si è disputato il 24 ottobre
| Vincitore           | Pen. | Risultato   | Sconfitto             | Pen. |
| ------------------- | ---- | ----------- | --------------------- | ---- |
| Ahmed Chahrour      | 2,5  | Superiorità | Leonel Duarte         | 7,5  |
| Miroslav Zeman      | 1    | Ai punti    | Mohamed Salem Mongued | 5    |
| Alex Børger         | 5    | = Parità =  | Enrique Jiménez       | 2    |
| Sin Sang-Sik        | 3    | Schienata   | Gustavo Ramírez       | 8    |
| Imre Alker          | 2,5  | Schienata   | Sudesh Kumar          | 6    |
| Rolf Lacour         | 2,5  | Squalifica  | Mohamed Karmous       | 6    |
| Boško Marinko       | 3,5  | = Parità =  | Gheorghe Stoiciu      | 3,5  |
| Jussi Vesterinen    | 1    | Ai punti    | Jan Michalik          | 6    |
| Domenico Centurioni | 3    | Schienata   | Shuichi Ishiguro      | 8    |
| Petăr Kirov         | 2    | Ai punti    | Vasilios Ganotis      | 4    |
| Metin Çıkmaz        | 4    | Ai punti    | Rich Tamble           | 6    |
| Vladimir Bakulin    | 1    | Esentato    |                       |      |
|                     |      | Ritirato    | André Gaudinot        | -    |

### 3º Turno
Si è disputato il 25 ottobre
| Vincitore        | Pen. | Risultato  | Sconfitto             | Pen. |
| ---------------- | ---- | ---------- | --------------------- | ---- |
| Vladimir Bakulin | 1    | Squalifica | Ahmed Chahrour        | 6,5  |
| Miroslav Zeman   | 1    | Schienata  | Alex Børger           | 9    |
| Enrique Jiménez  | 3    | Ai Punti   | Sin Sang-Sik          | 4    |
| Imre Alker       | 3,5  | Ai Punti   | Boško Marinko         | 6,5  |
| Rolf Lacour      | 2,5  | Schienata  | Gheorghe Stoiciu      | 7,5  |
| Jussi Vesterinen | 2    | Ai Punti   | Vasilios Ganotis      | 7    |
| Petăr Kirov      | 3    | Ai Punti   | Domenico Centurioni   | 6    |
| Metin Çıkmaz     | 4    | Abbandono  | Mohamed Salem Mongued | -    |

### 4º Turno
Si è disputato il 25 ottobre
| Vincitore        | Pen. | Risultato  | Sconfitto        | Pen. |
| ---------------- | ---- | ---------- | ---------------- | ---- |
| Vladimir Bakulin | 2    | Ai Punti   | Metin Çıkmaz     | 7    |
| Miroslav Zeman   | 2    | Ai Punti   | Sin Sang-Sik     | 7    |
| Imre Alker       | 4,5  | Ai Punti   | Enrique Jiménez  | 6    |
| Rolf Lacour      | 5    | = Parità = | Jussi Vesterinen | 4,5  |
| Petăr Kirov      | 3    | Esentato   |                  |      |

### 5º Turno
Si è disputato il 26 ottobre
| Vincitore   | Pen. | Risultato | Sconfitto        | Pen. |
| ----------- | ---- | --------- | ---------------- | ---- |
| Petăr Kirov | 4    | Ai Punti  | Vladimir Bakulin | 5    |
| Rolf Lacour | 6    | Ai Punti  | Miroslav Zeman   | 5    |
| Imre Alker  | 5,5  | Ai Punti  | Jussi Vesterinen | 7,5  |

### Turno finale
| Vincitore        | Pen. | Risultato | Sconfitto      | Pen. |
| ---------------- | ---- | --------- | -------------- | ---- |
| Petăr Kirov      | 5    | Ai Punti  | Miroslav Zeman | 8    |
| Vladimir Bakulin | 6    | Ai Punti  | Imre Alker     | 9,5  |

## Classifica finale
| Pos.    | Atleta                | Nazione          |
| ------- | --------------------- | ---------------- |
| Oro     | Petăr Kirov           | Bulgaria         |
| Argento | Vladimir Bakulin      | Unione Sovietica |
| Bronzo  | Miroslav Zeman        | Cecoslovacchia   |
| 4       | Imre Alker            | Ungheria         |
| 5       | Rolf Lacour           | Germania Ovest   |
| 6       | Jussi Vesterinen      | Finlandia        |
| 7       | Enrique Jiménez       | Messico          |
| 8       | Sin Sang-Sik          | Corea del Sud    |
| 8       | Metin Çıkmaz          | Turchia          |
| 10      | Domenico Centurioni   | Italia           |
| 10      | Ahmed Chahrour        | Siria            |
| 12      | Boško Marinko         | Jugoslavia       |
| 13      | Vasilios Ganotis      | Grecia           |
| 14      | Gheorghe Stoiciu      | Romania          |
| 15      | Alex Børger           | Danimarca        |
| 16      | Mohamed Salem Mongued | Rep. Araba Unita |
| 17      | Jan Michalik          | Polonia          |
| 17      | Rich Tamble           | Stati Uniti      |
| 17      | Sudesh Kumar          | India            |
| 17      | Mohamed Karmous       | Marocco          |
| 21      | Leonel Duarte         | Portogallo       |
| 22      | Gustavo Ramírez       | Guatemala        |
| 22      | Shuichi Ishiguro      | Giappone         |
| 24      | André Gaudinot        | Francia          |